# Родина - Евразийский Союз
"Родина – Евразийский Союз" - это общественное движение в Республике Молдова, объединяющее граждан и неправительственные общественные и этнокультурные организации республики, которые выступают за развитие страны в евразийском направлении с последующим вступлением РМ в Таможенный и Евразийский Союзы. 

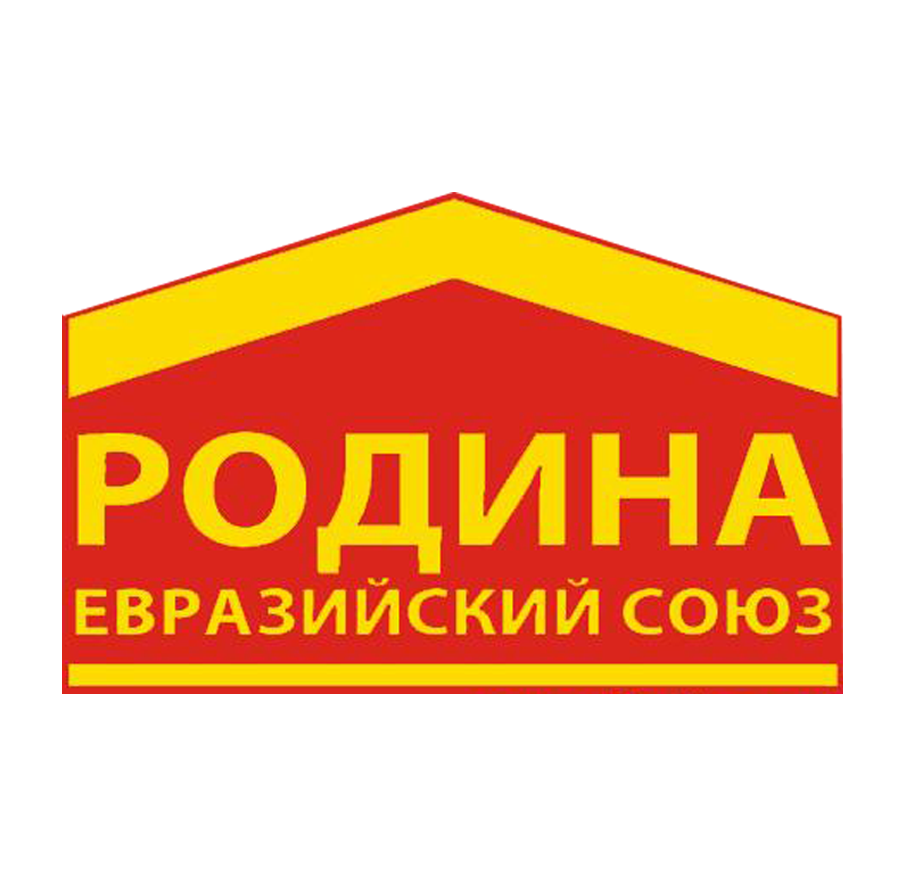
Символика движения "Родина - Евразийский Союз"

## О движении
Основной целью работы движения, созданного в декабре 2012 года, является создание общемолдавской координационной и дискуссионной площадки представителей всех неправительственных общественных и этнокультурных организаций, духовенства, представителей гражданского общества и средств массовой информации, поддерживающих идею присоединения Республики Молдова к Таможенному Союзу России, Белоруссии и Казахстана, с перспективой вступления, в ближайшем будущем, в Евразийский экономический союз. Для реализации указанной цели "Родина – Евразийский союз" занимается проведением конференций, тематических круглых столов, социологических экспертных опросов, активной пропагандой евразийской интеграционной идеологии среди населения Молдавии, поддерживает и сотрудничает с партнёрскими общественными организациями и средствами массовой информации.

## Идеологическая платформа
- Общее политическое, экономическое, социально-культурное и историческое прошлое евразийских народов, опыт тысячелетнего совместного успешного проживания и взаимодействия;
- Единое экономическое пространство и вековые взаимовыгодные, интеграционные и кооперационные связи евразийских народов и государств, составляющих ранее один народно-хозяйственный промышленный и аграрный экономический комплекс;
- Единый, объединяющий все евразийские народы язык межнационального общения, экономической интеграции и культурного обмена – русский язык.

## Эмблема
Эмблемой движения выбрано изображение дома. Дом символизирует единение всех евразийских народов, сотнями лет проживавших в одном территориальном пространстве и имеющих  многовековые культурные, исторические и нравственные связи.
В современном мире этот "дом" трансформируется в Евразийский Союз, объединяющий народы на взаимовыгодной основе.

## Руководство и состав

### Родина - Евразийский Союз

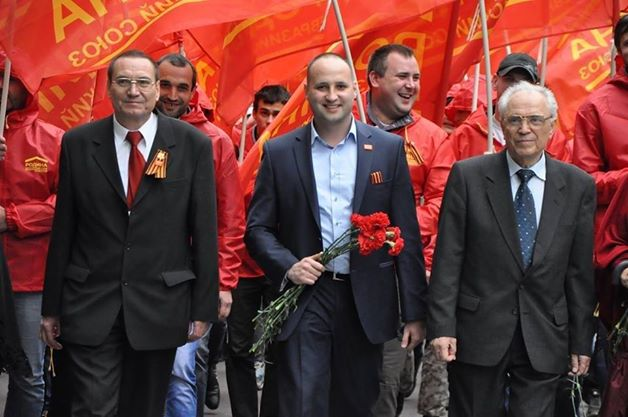
Руководство общественного движения "Родина - Евразийский Союз" Республика Молдова (слева направо): Борис Шаповалов, Игорь Тулянцев, Эмиль Чобу

Председатель движения – общественный деятель, учредитель фонда "Содружество", ранее председатель общественной организации "Лига русской молодёжи РМ" Игорь Тулянцев. После создания движения «Родина – Евразийский Союз» Лига русской молодёжи стала молодёжным крылом объединения.
Заместители председателя  - историк, политолог-социолог, доктор философии, член-корреспондент Международной Кадровой Академии Борис Шаповалов и историк,  дипломат, посол РМ в Румынии с 1994 по 2004 годы Эмиль Чобу.
В совет движения входят политологи, экономисты, историки, депутаты Парламента РМ, представители средств массовой информации и духовенства.

### За Родину
На базе движения "Родина – Евразийский Союз" был сформирован общественный Совет "За Родину!", цель которого - организация и проведение ряда мероприятий к годовщинам Великой Победы и освобождения Молдавии от фашистских захватчиков.
В состав Совета вошли более 70 этнокультурных, общественных, ветеранских и других неправительственных организаций и отдельных лиц, среди которых Русская община РМ, Совет ветеранов Великой Отечественной войны, организация "Молдова без нацизма", объединение "Молдова нового поколения", Лига русской молодёжи РМ, фонд "Содружество", Белорусская община РМ, ассоциация историков и политологов "Pro-Moldova" и др.
Председателем оргкомитета стал лидер движения «Родина – Евразийский Союз» Игорь Тулянцев, его заместителями -   посол РМ в Румынии с 1994 по 2004 годы Эмиль Чобу, председатель Русской общины РМ  Людмила Лащенова и  глава Совета ветеранов ВОВ РМ, депутат Парламента РМ Алла Мироник. При Общественном совете создан информационный фронт, куда вошли представители СМИ.

## Деятельность
"Родина – Евразийский Союз" - это движение, принимающее активное участие в общественной жизни страны. На счету объединения десятки массовых акций, пикетов и масштабных митингов. Среди них акция против решения Координационного Совета по телерадиовещанию (КСТР) о запрете трансляции на территории РМ российского телеканала "Россия 24", пикеты у здания Представительства Евросоюза в Кишиневе в преддверии парафирования и подписания Соглашения об Ассоциации Молдовы с ЕС. 

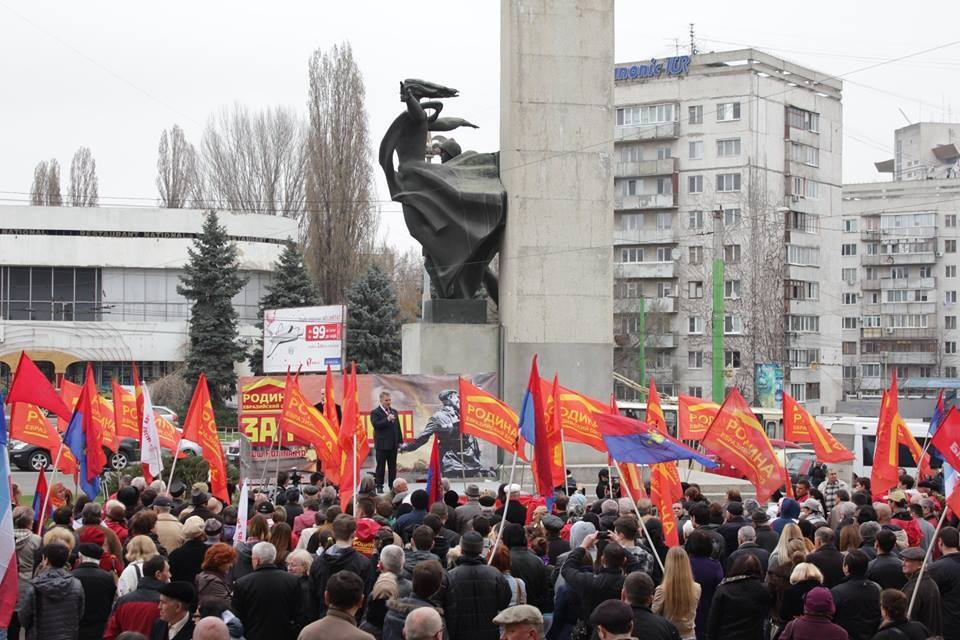
Акция движения "Родина - Евразийский Союз" в защиту памятника "Освобождение". Республика Молдова г. Кишинев

 Движение «Родина – Евразийский Союз» неоднократно выступало в защиту памятников воинской славы. В частности, в апреле 2014 года руководство Академии Наук РМ предложило демонтировать памятник "Освобождение", посвященный победе над фашизмом, однако активистам движения "Родина – Евразийский Союз" и Совета "За Родину!" удалось отстоять монумент.
В 2013 году по инициативе движения "Родина – Евразийский Союз" прошла республиканская кампания по популяризации символики СНГ, объединившая жителей  всей Молдавии вокруг идеи совместного проживания на территории постсоветского пространства, т. е. современного СНГ.
К 70-й годовщине освобождения Молдавии от фашистской оккупации, в 2014 году, по инициативе движения "Родина – Евразийский Союз" в сотрудничестве с другими этнокультурными, ветеранскими и общественными организациями, прошёл ряд акций по всей республике. В 18 городах страны была развернута георгиевская лента длиной в 365 метров, а из города в город передавался Кубок Победы, торжественные мероприятия сопровождались концертами. 

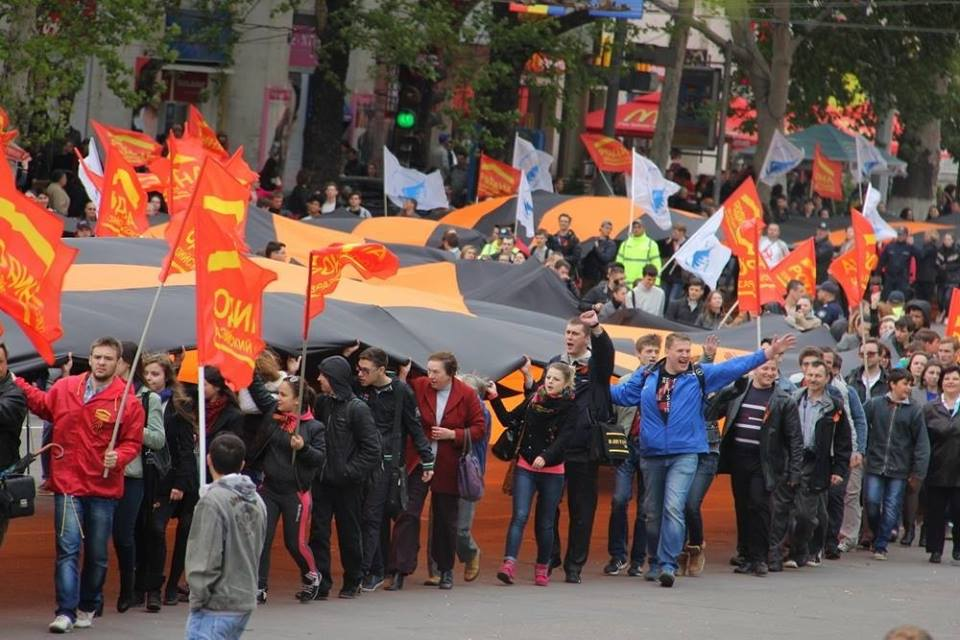
Движение "Родина - Евразийский Союз" растянуло георгиевскую ленту в Молдавии

Завершением данной кампании стал "Марш Победы" в Кишиневе, в котором приняли участие тысячи жителей столицы. Участники мероприятия растянули на центральной улице Кишинева рекордную георгиевскую ленту длиной 200м и шириной 7м, а также знамя "За Родину!" длиной 50м и шириной 15м.
Начиная с 2012 года, "Родина – Евразийский Союз" провело несколько десятков круглых столов и конференций. Почетными гостями организаторов были заместитель председателя Правительства РФ Дмитрий Рогозин, министр культуры РФ Владимир Мединский, депутат Государственной Думы РФ, председатель Международного конгресса русских общин Алексей Журавлёв, депутат Государственной Думы РФ Дмитрий Коньков и др.

## Критика
В мае 2013 года были заведены уголовные дела на председателя "Родины – Евразийский Союз" Игоря Тулянцева и активиста Лиги русской молодёжи Андрея Зару в связи с проведением  акций, посвященных празднованию Дня Победы в Молдавии. На одном из баннеров, установленных на месте празднований, помимо георгиевской ленты и памятника Бронзовому солдату, мэр Кишинева Дорин Киртоакэ обнаружил оскорбительный для себя лозунг военных лет. Делу был дан ход после прямого вмешательства МИДа Румынии, когда по телефону министр иностранных дел этой страны Титус Корлэцян рассказал молдавскому премьер-министру Юрию Лянкэ о своем одобрении уголовного преследования организаторов акции.
28 ноября 2013 года Игорю Тулянцеву и Андрею Зару было предъявлено обвинение по статье 346 Уголовного Кодекса РМ. Данное решение было принято Прокуратурой именно в день проведения Саммита стран "Восточного партнерства" в Вильнюсе. Обвинение было предъявлено без наличия результатов повторной филолого-лингвистической экспертизы.